# Кривоногов, Олег Викторович
Оле́г Ви́кторович Кривоно́гов (27 июля 1938 — 7 мая 2021) — российский дипломат.

## Биография
Окончил МГИМО МИД СССР (1961). Работал на различных должностях в центральном аппарате МИД СССР и РФ и в дипломатических представительствах за рубежом.
- В 1961—1964 годах — дежурный референт Посольства СССР в Камбодже.
- В 1964—1967 годах — атташе, третий секретарь Отдела Юго-Восточной Азии МИД СССР.
- В 1967—1972 годах — третий, второй секретарь Постоянного Представительства СССР при Отделении ООН и других международных организациях в Женеве.
- В 1972—1978 годах — первый секретарь, советник Отдела международных экономических организаций МИД СССР.
- В 1978—1983 годах — первый секретарь, советник Посольства СССР во Франции.
- В 1983—1987 годах — эксперт, заведующий сектором, заместитель заведующего Первого Европейского отдела МИД СССР.
- В 1987—1993 годах — советник-посланник Посольства СССР/России во Франции.
- В 1994—1997 годах — директор Первого европейского департамента МИД России.
- С 6 сентября 1997 по 9 ноября 2001 года — чрезвычайный и полномочный посол Российской Федерации в Люксембурге[2][3].

С 2001 года на пенсии.

## Награды
- Медаль «За трудовую доблесть»
- Медаль «В память 850-летия Москвы»

## Дипломатический ранг
Чрезвычайный и полномочный посол (10 ноября 1995).